# 熊本酸素
熊本酸素株式会社（くまもとさんそ）は、熊本県熊本市に本社を置く酸素ガスなどを製造、販売するメーカーである。

## 沿革
- 1918年5月 - 熊本市鍛冶屋町にて熊本酸素商会として創業。
- 1934年4月 - 同地で合資会社熊本酸素商会設立。
- 1956年4月 - 有限会社熊本酸素商会設立。
- 1976年9月 - 熊本酸素株式会社設立。
- 1981年9月 - プロパンガス部門が昇格しくまさんガス産業株式会社設立
- 1984年2月 - 医療ガス部門が昇格し熊本医療ガス株式会社設立
- 1988年10月 - 半導体関連部門が昇格し株式会社くまさんメディクス設立
- 2005年3月 - 株式会社エムアイティ設立

## 関連会社
- 熊本医療ガス
- くまさんガス産業
- くまさんメディクス
- エムアイティ